# 한국게임학회
한국게임학회는 국내 게임제작기술의 국제 경쟁력 향상 도모 및 국내외 학술교류 증진을 목적으로 2001년 2월 14일 설립된 대한민국 문화체육관광부 소관의 사단법인이다. 사무실은 서울특별시 동작구 서달로 166, 4층에 있다.

## 주요 사업
- 게임제작이론 및 기술의 학문적 연구보급
- 국내게임제작기술의 국제경쟁력 향상